# 正木敦
正木 敦（まさき あつし、1962年（昭和37年）7月15日 - ）は、TBSテレビコンテンツ制作局制作1部エキスパート局次長。以前は同局のドラマ番組のテレビプロデューサーや情報2部エキスパート局次長兼チーフプロデューサー。

## 来歴
- 愛知県岡崎市出身。
- 愛知県立岡崎東高等学校、大阪芸術大学芸術学部映像計画学科卒業。
- 名古屋の制作プロダクションを経て、TBSに中途入社。
- 1998年 - ビートたけしが司会をする番組『ここがヘンだよ日本人』がスタート。自身初の演出・プロデュース作である。
- 2001年 - 爆笑問題が司会をする番組『サンデージャポン』がスタート。
- 2002年、ドリマックス・テレビジョンがVSOを吸収合併した際に、ドリマックス・テレビジョンにヘッドハンティングされた
- 2005年7月 - TBSと兼任所属となる。
- 2008年7月 - 制作局ドラマ制作センター所属となり、日曜劇場『Tomorrow〜陽はまたのぼる〜』で初のドラマプロデュース。
- 2010年3月 - 制作局バラエティー制作センターに異動し、『世界笑える!ジャーナル』を担当。
- 2012年3月 - 編成制作局制作センターバラエティ制作3部担当部長に就任。
- 2012年4月 - 制作局バラエティー制作部→制作1部担当部長兼バラエティー制作エグゼクティブプロデューサーに就任。
- 2019年7月 - 現職。

## これまで手掛けた番組

### フリー時代
- 本日も晴れ。異状なし
- Tomorrow〜陽はまたのぼる〜
- ザ・ディール
- おひとりさま（2009年10月期放送）
- 爆笑!むかしの身の上相談室～昔もみんな悩んでた～（フジテレビ、2006年12月30日）
- いまどきのコドモ大賞（フジテレビ、2008年1月3日13:20～14:45）
- ついていったらこうなった悪徳商法緊急報告会（フジテレビ）
- 今だから言えるナイショ話（毎日放送）

### TBS時代

#### 現在
- ジョブチューン アノ職業のヒミツぶっちゃけます!（制作プロデューサー、以前は総合演出→エグゼクティブプロデューサー→監修→エグゼクティブプロデューサー）

#### 過去
- さんまのスーパーからくりTV(出題ディレクター)
- さんま・玉緒のお年玉あんたの夢をかなえたろかスペシャル（1998年1月2日、演出）
- ここがヘンだよ日本人（演出・プロデューサー）
- ウッチャきナンチャき（総合演出）
- 8時です!みんなのモンダイ（プロデューサー）
- クイズ!日本語王（総合プロデューサー）
- ザ・チーター（総合プロデューサー）
- サンデージャポン
  - 爆笑問題プレゼンツ・世界のゴールデンタイム!!超人気番組大集合スペシャル!
- 2006年末プレミア特番 久米宏から日本人へ!仰天!こんな昭和史もあったのかスペシャル
- 幸楽開店!超豪華有名人で大繁盛SP!!（2007年3月26日）
- 世界笑える!ジャーナル（プロデューサー・総合演出）
- ドリームデュエット（制作プロデューサー）
- この差って何ですか?（エグゼクティブプロデューサー）
- だから直接聞いてみた（2016年11月9日、エグゼクティブプロデューサー）
- 坂上&指原のつぶれそうなのにつぶれない店（2017年6月10日・10月24日、エグゼクティブプロデューサー）
- 坂上&指原のつぶれない店（エグゼクティブプロデューサー）
- グッとラック!（チーフプロデューサー）

##### 名古屋ローカル番組時代
- パチンコNOWTV（中部日本放送）
- ミックスパイください（中部日本放送）

##### 日本テレビ番組時代
- 世界まる見え!テレビ特捜部（日本テレビ）
- たけし・さんまの世界超偉人伝説（日本テレビ）